# Complejo de mártir
En psicología, complejo de mártir, se refiere a una persona que adopta una actitud de víctima, con el deseo de ser un mártir por su propio bien, la búsqueda del sufrimiento o  la persecución, porque se alimenta de una necesidad psicológica.
En algunos casos, esto se debe a la creencia de que el mártir ha sido blanco de persecución debido a alguna capacidad excepcional o por su integridad moral. El teólogo Paul Johnson, considera tales creencias un asunto preocupante respecto a la salud mental de los clérigos. Otros tipos de complejo de mártir acarrean un sufrimiento intencional en el nombre del amor o el deber. Esto se ha observado en las mujeres, especialmente en las familias pobres, así como en relaciones codependientes o abusivas.
También se ha descrito como una faceta del folclore judío-americano. El deseo del martirio es a veces considerado una forma de masoquismo. Allan Berger, sin embargo, lo describió como uno de los varios patrones de comportamiento de búsqueda de "dolor y sufrimiento", incluyendo el ascetismo y la penitencia.